# Dubravica (Metković)
Dubravica is een plaats in de gemeente Metković in de Kroatische provincie Dubrovnik-Neretva. De plaats telt 106 inwoners (2001).